# Leak Water
Leak Water è un singolo del gruppo musicale statunitense Bent Knee, pubblicato il 5 aprile 2016 come unico estratto dal terzo album in studio Say So.

## Descrizione
Secondo quanto spiegato dal chitarrista Ben Levin, il testo di Leak Water è stato scritto dal punto di vista di una bambina che viene trascinata dalla propria madre attraverso un doloroso rituale mattutino non ben definito.
L'11 ottobre 2016 è stata pubblicata esclusivamente su Bandcamp una seconda versione digitale per celebrare il tour che il gruppo ha tenuto insieme ai The Dillinger Escape Plan negli Stati Uniti d'America.

## Video musicale
Il video, reso disponibile in concomitanza con il lancio del singolo, è stato diretto da Greg Bowen (che ha curato la copertina dell'album) e mostra una bambina cantare il brano all'interno di un mondo immaginario e surreale.

## Tracce
Testi e musiche dei Bent Knee.
Download digitale – 1ª versione
1. Leak Water – 4:41

Download digitale – 2ª versione
1. Leak Water – 4:39
2. Being Human – 5:23
3. Way Too Long – 4:57
4. Leak Water (Live at The Space) – 4:37
5. Being Human (Live at Hand Forged Works) – 4:59
6. Way Too Long (Live at The Space) – 5:05

## Formazione
Gruppo
- Ben Levin – chitarra, voce
- Chris Baum – violino, voce
- Courtney Swain – voce, tastiera
- Gavin Wallace-Ailsworth – batteria
- Jessica Kion – basso, voce
- Vince Welch – sintetizzatore, effetti sonori

Altri musicisti
- Andy Bergman – sassofono contralto, clarinetto
- Ben Swartz – violoncello
- Bryan Murphy – tromba
- Geni Skendo – flauto, shakuhachi
- Geoff Nielsen – trombone
- James Dineen – voce narrante
- Keith Dickerhofe – violoncello
- Nathan Cohen – violino
- Sam Morrison – sassofono baritono
- Rebecca Hallowell – viola

Produzione
- Vince Welch – produzione, missaggio, ingegneria del suono aggiuntiva
- Matt Beaudoin – ingegneria del suono
- Chris McLaughlin – ingegneria del suono aggiuntiva
- Grace Reader – assistenza tecnica
- Griffin Bach – assistenza tecnica
- Jamie Rowe – assistenza tecnica
- Joel Edinberg – assistenza tecnica
- Matt Carlson – assistenza tecnica
- Michael Healy – assistenza tecnica
- Steven Xia – assistenza tecnica
- John Cuniberti – mastering